# اسکیپولاها
اسکیپولاها (به اسپانیایی: Esquipulas) یک منطقهٔ مسکونی در گواتمالا است که در Chiquimula Department واقع شده‌است.